# Hochschule 21

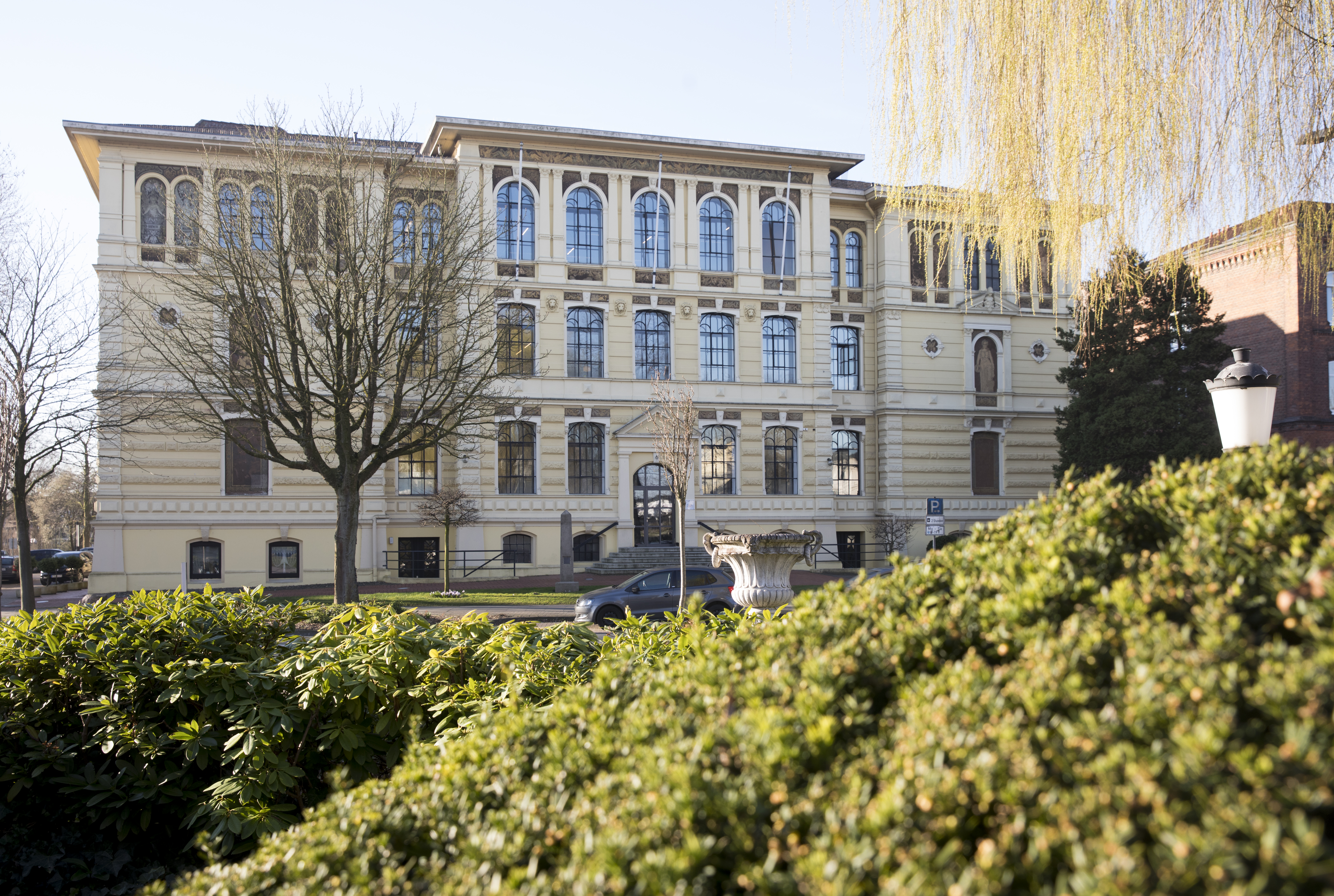
Die hochschule 21 in Buxtehude

Die hochschule 21 (hs21) ist eine staatlich anerkannte private Fachhochschule in Buxtehude in Niedersachsen. Trägerin der hs21 ist die hochschule 21 gGmbH, deren Gesellschafter im Wesentlichen regionale Industrie- und Handelskammern, Handwerkskammern, Geldinstitute, Landkreise, Städte und Kommunen sind.

## Geschichte
Die hs21 wurde 2004 als staatlich anerkannte private Fachhochschule gegründet und nahm ihren Studienbetrieb zum Wintersemester 2005/2006 auf. Sie baut auf dem Standort Buxtehude der ehemaligen Fachhochschule Nordostniedersachsen auf, die im Rahmen des „Hochschuloptimierungskonzeptes“ der niedersächsischen Landesregierung aufgelöst wurde. Der Protest in der Region mündete in eine Initiative zu einer privaten Trägerschaft nach dem Modell der Private Public Partnership, um den Hochschulstandort Buxtehude zu erhalten.
Die Ursprünge der heutigen Fachhochschule gehen auf das 1875 vom Buxtehuder Magistrat gegründete Technikum zurück. Diese am 21. Oktober 1875 eröffneten Technischen Fachschulen der Stadt Buxtehude umfassten eine Baugewerk-, Architektur-, Tischler- und Malerschule und folgten einer vom ersten Direktor, dem Architekten Max Hittenkofer geprägten reorganiserten Unterrichtsmethode. Ende der 1880er Jahre kam es darüber mit der preußischen Regierung zu Auseinandersetzungen, in deren Folge Hittenkofer 1890 ins mecklenburgische Strelitz übersiedelte und dort ein neues Technikum eröffnete. Die Technischen Fachschulen wurden in eine reguläre Königliche Baugewerkschule umgewandelt, die 1918 zur Staatlichen Baugewerkschule wurde. 1959 erfolgte die Umbenennung in Staatliche Ingenieurschule für Bauwesen und 1971 schließlich die Neugründung als Fachhochschule Nordostniedersachsen, damals mit der Perspektive einer Integration in eine Lüneburger Gesamthochschule.
Die heutige hochschule 21 führt diese lange Tradition der akademischen Ausbildung in Architektur und Bauingenieurwesen fort, setzt jedoch seit ihrer Gründung auf duale Bachelor-Studiengänge und erweiterte das Lehrangebot um zusätzliche Berufsbilder aus Gesundheit und Technik. Im Jahre 2008 schlossen die ersten Absolventen ihr Studium mit der Bachelorurkunde ab.
Der Name der Hochschule leitet sich einerseits von der Bindung an die Region ab; der Elbe-Weser-Raum gehört zum Postleitregion 21. Andererseits verweist er auf die Neuordnung des europäischen Hochschulwesen durch den Bologna-Prozess, der mit dem Ziel eines zukunftsweisenden einheitlichen europäischen Hochschulraumes ein zweistufiges System berufsqualifizierender Studienabschlüsse und ein System zur Übertragung und Akkumulierung von Studienleistungen eingeführt hat.

## Profil
Die Hochschule verfolgt in der Lehre einen wissenschaftlichen Ansatz mit einem hohen Praxisbezug: In den dualen Studiengängen wechseln sich Theorie- und Praxisphasen im Quartalsrhythmus ab. Das praxisintegrierte Studium zielt somit stark auf eine berufliche Qualifizierung. Ein Teil der Studierenden sind von Unternehmen entsendete Mitarbeiter. Der andere Teil bewirbt sich frei und bringt den Arbeitgeber mit an die Hochschule. Eine Zulassung zum Studium ist allerdings auch ohne festen Praxispartner möglich – die Hochschule vermittelt Bewerber innerhalb eines Netzwerks mit rund 1000 Unternehmen. Dies sind im Fachbereich Bauwesen überwiegend Ingenieur- und Architekturbüros sowie Bau- und Immobilienfirmen. Im Fachbereich Technik werden Praxisplätze von Technologieunternehmen und Industriebetrieben angeboten. Die Studiengänge im Fachbereich Gesundheit sind ausbildungsintegriert konzipiert; Kooperationspartner sind hier die Elbe Kliniken Stade-Buxtehude, die Asklepios Kliniken Hamburg und das Universitätsklinikum Hamburg-Eppendorf. In der Regel werden die Bachelor-Studenten nach dem Studium von den Praxispartnern übernommen.
Neben den Bachelorstudiengängen bietet die Hochschule Fort- und Weiterbildungsseminare in den Bereichen Bauwesen und Gesundheit an. Studienbegleitend besteht die Möglichkeit, in Zusammenarbeit mit der IHK in Stade, Prüfungen für die Ausbildungsberufe Ausbilder/-in (AEVO), Bauzeichner/-in und Immobilienkauffrau/-mann abzulegen.
Zur Ausstattung der Hochschule, die auch der anwendungsbezogenen Forschung zugutekommt, gehören ein Labor für Baustoffe und Geotechnik, ein Labor für Elektrotechnik, ein Labor für Produktions- und Fertigungstechnik, ein Labor für Mechatronik und Robotik sowie eine Modellbauwerkstatt.

## Studiengänge
Es werden duale Bachelor-Studiengänge angeboten:
Fachbereich Bauwesen
- Architektur Dual (B.Eng., achtsemestrig, kammerfähig)
- Bauingenieurwesen Dual (B.Eng., siebensemestrig)
- Wirtschaftsingenieurwesen Bau und Immobilien Dual (B.Eng., siebensemestrig)

Fachbereich Gesundheit
- Hebamme Dual (B.Sc., achtsemestrig inkl. Ausbildung, auslaufend)
- Pflege Dual (B.Sc., achtsemestrig inkl. Ausbildung zum/r staatlich anerkannte/n Pflegefachfrau/-mann)
- Physiotherapie Dual (B.Sc., siebensemestrig, inkl. Ausbildung zum/r staatlich geprüfte/n Physiotherapeut/in)

Fachbereich Technik
- Ingenieurwesen Mechatronik Dual (B.Eng., siebensemestrig)
- Gebäudetechnik Dual (B.Eng., siebensemestrig)

## Akkreditierungen und Bewertungen
Alle Bachelor-Abschlüsse sind staatlich anerkannt. Die Sicherung der Qualität der Lehre wird durch staatliche Akkreditierungsverfahren sichergestellt. Im November 2012 gelangte der Wissenschaftsrat in einer Stellungnahme zur erfolgreichen institutionellen Reakkreditierung acht Jahre nach der Gründung „insgesamt zu einer guten Bewertung der Hochschule 21. (…) Die dualen Studienangebote der Hochschule 21 werden dem formulierten Anspruch, Fach- und Nachwuchsführungskräfte für die Region auszubilden, gerecht und kommen den Bedürfnissen kleiner und mittelständischer Unternehmen entgegen. Das Studienangebot ist insgesamt überzeugend und wurde sinnvoll durch die Bereiche Mechatronik und Physiotherapie ergänzt.“
Zusätzlich zur wiederkehrenden institutionellen Reakkreditierung durchlaufen alle Studiengänge regelmäßig eigenständige Prüfungsverfahren und sind berechtigt, das Siegel des Akkreditierungsrates zu tragen.

## Finanzierung des Studienbetriebes
Die Finanzierung des Studienbetriebes erfolgt überwiegend durch Studiengebühren und Drittmittel. Die Immatrikulationsgebühr zu Beginn des Studiums beträgt einmalig 300 €. Die Studiengebühren für duale Studiengänge im Bereich Bauwesen betragen monatlich 480 €, für Ingenieurwesen Mechatronik sowie Gebäudetechnik 630 €. Hinzu kommt der halbjährliche Pflichtbeitrag zum Studentenwerk OstNiedersachsen. Die Studiengebühren können in den praxisintegrierten Studiengängen von den Studierenden meist über die Entlohnung bei den Praxispartnern refinanziert werden. Das ausbildungsintegrierte Physiotherapie-Studium kostet monatlich 400 €. BaföG, Stipendien und staatlich geförderte Studiendarlehen sind in allen Studiengängen möglich. Pflege DUAL ist ein ausbildungsintegrierender Studiengang und kostet monatlich 200 € (bzw. 285 € im letzten Studienabschnitt).
Die Hochschule gilt als Vorzeigemodell, da erstmals eine öffentliche Hochschule privatisiert wurde.

## Trägergesellschaft und deren Gesellschafter
Die gemeinnützige Trägergesellschaft ist die hochschule 21 gGmbH. Die Gesellschafter der hochschule 21 gemeinnützige GmbH bilden die Gesellschafterversammlung und stellen den Aufsichtsrat als höchstes Kontrollgremium.
Zu den Gesellschaftern gehören
- vier öffentliche Gebietskörperschaften (Städte Buxtehude und Stade, Landkreise Harburg und Stade),
- drei Körperschaften des öffentlichen Rechts (die Industrie- und Handelskammern Lüneburg-Wolfsburg und Stade für den Elbe-Weser-Raum, die Handwerkskammer Braunschweig-Lüneburg-Stade),
- drei Anstalten des öffentlichen Rechts (Sparkasse Stade-Altes Land, Kreissparkasse Stade und Sparkasse Harburg-Buxtehude),
- der Niedersächsische Städte- und Gemeindebund,
- die Volksbank Stade-Cuxhaven eG und
- der Arbeitgeberverband Stade Elbe-Weser-Dreieck e. V.

Ein weiterer Gesellschafteranteil befindet sich im Eigenbesitz der hochschule 21 gemeinnützige GmbH.